# Щитков Віталій Володимирович
Віталій Володимирович Щитков (нар. 25 листопада 1991, Вознесенськ Миколаївської области) — український волейболіст, який грає на позиції зв'язуючого в Епіцентрі-Подоляни з міста Городка і збірну України.

## Життєпис
Віталій Щитков народився 25 листопада 1991 року в Вознесенську Миколаївської области.
Першою командою, за яку виступав Віталій, була Закарпатського державного університету, за яку виступав 3 роки.
2011 року підписав професійний контракт із клубом «МХП-Вінниця», де став лідером команди, за яку виспупав два сезони в чемпіонаті України з волейболу.
Сезон 2013—2014 розпочинав у складі СК «Фаворит» Лубни, з яким здобув бронзові медалі чемпіонату України. Протягом певного часу тут його тренером був Руслан Рубан.
У сезоні 2014—2015 розпочав закордонну подорож до Росії, де підписав контракт із «Динамо-ЛО» з міста Сосновий Бор. Виграв срібні медалі чемпіонат Росії, наприкінці сезону покинув команду.
Польський «МКС Слепськ Сувалки» з Августів підписує контракт із Віталієм на три роки. Сезон 2016—2017 провів в оренді в клубі «Крісполь» з Вжесні, наприкінці сезону повертається в «МКС Слепськ Сувалки», де провів сезон 2017—2018.
В 2018 другий вояж в Росію в ВК «Тюмень».
В сезоні 2019—2020 підписує контракт з ВК «Серце Поділля» з Вінниці. Відігравши основну сітку чемпіонату України, чемпіонат завершився через COVID-19.
Латвійській «РТУ-Робежсардзе» з Юрмали, підписав контракт з Віталієм на сезон 2020—2021. Виборов срібні медалі чемпіонату Латвії.
Сезон 2021—2022 розпочинав у Житомирському клубі «Житичі», де здобув суперкубок України в важкій боротьбі з львівськими Кажанами.
На початку грудня 2021 року перейшов до дніпровського «Дніпра». Де став капітаном команди в сезоні 2022—2023 здобув золоті медалі чемпіонату України.
У складі збірної України — учасник чемпіонату Європи 2021, першости світу 2022.

## Досягнення

### У збірній
- Срібний призер Євроліги (2): 2021, 2023.

### Клубні
Україна
- Срібний призер Вищої Ліги України (2): 2010—2011, 2011—2012.
- Чемпіон України (2): 2022–2023, 2023–2024.
- Бронзовий призер Чемпіонату України: 2013—2014.
- Фіналіст Кубка України (2): 2022—2023, 2023—2024.
- Переможець Суперкубка України (4): 2021, 2024.
- Фіналіст Суперкубка України (2): 2019,2023.

 Латвія 
- Срібний призер Чемпіонату Латвії: 2020—2021.

 Росія 
- Срібний призер Чемпіонату Росії: 2014—2015.

### Індивідуальні
- Найкращий зв'язуючий Кубка України 2023—2024[джерело?].
- Найкращий зв'язуючий Суперкубок України з волейболу серед чоловіків 2024[джерело?].